# Phrenology
Phrenology è il quinto album della band hip hop statunitense The Roots, pubblicato il 26 novembre 2002 dalla MCA. Distribuito dalla Geffen, è prodotto da Questlove e da J Dilla.
Su Metacritic l'album totalizza 87/100 basato su 23 recensioni.
| Recensione           | Giudizio |
| -------------------- | -------- |
| AllMusic             | [ 5 ]    |
| Blender              | [ 6 ]    |
| Entertainment Weekly | B+       |
| The Guardian         | [ 8 ]    |
| Los Angeles Times    | [ 9 ]    |
| Pitchfork            | 8.1/10   |
| Q                    | [ 11 ]   |
| Rolling Stone        | [ 12 ]   |
| Spin                 | 8/10     |
| The Village Voice    | A−       |

## Tracce
1. Phrentrow - 0:20
2. Rock You - 3:12
3. !!!!!!! - 0:24
4. Sacrifice feat. Nelly Furtado - 4:44
5. Rolling With Heat feat. Talib Kweli - 3:42
6. WAOK (Ay) Rollcall feat. Ursula Rucker - 1:00
7. Thought @ Work - 4:43
8. The Seed (2.0) - 4:27
9. Break You Off - 7:27
10. Water - 10:24
11. Quills feat. Tracey Moore - 3:46
12. Pussy Galore - 4:29
13. Complexity feat. Jill Scott - 4:47
14. Something In The Way of Things (In Town) feat. Amiri Baraka - 6:45
15. Untitled - 2:00 (ghost track)
16. Untitled - 2:00 (ghost track)
17. Rhymes and Ammo/Thirsty! feat. Dice Raw & Talib Kweli - 9:20
18. Untitled - 0:05 (ghost track)

## Classifiche
| Classifica (2002)         | Posizione massima |
| ------------------------- | ----------------- |
| Danimarca                 | 29                |
| Finlandia                 | 14                |
| Francia                   | 117               |
| Italia                    | 18                |
| Paesi Bassi               | 54                |
| Stati Uniti               | 28                |
| Stati Uniti (R&B/hip-hop) | 11                |
| Svizzera                  | 57                |